# نیو سالیسبری، ایندیانا
نیو سالیسبری (به انگلیسی: New Salisbury) یک منطقهٔ مسکونی در ایالات متحده آمریکا است که در شهرستان هریسون، ایندیانا واقع شده‌است. نیو سالیسبری ۵٫۱۲ کیلومتر مربع مساحت و ۶۱۳ نفر جمعیت دارد و ۲۲۲ متر بالاتر از سطح دریا واقع شده‌است.